# Stanislav Gross
Stanislav Gross, född 30 oktober 1969 i Prag, död 16 april 2015 i Prag, var en tjeckisk politiker och tidigare premiärminister. Han representerade socialdemokraterna i parlamentet från 1992 och var partiledare 2004-2005.
Gross var inrikesminister 2000-2004, till en början i Miloš Zemans regering och från 2002 i Vladimír Špidlas regering där han även tjänstgjorde som biträrande premiärminister. Han var Tjeckiens premiärminister från 2004 till 2005 då han tvingades lämna politiken efter ett antal skandaler och anklagelser om korruption inom statsförvaltningen.
Gross avled i ALS 16 april 2015.